# КітПес
«КітПес» (англ. CatDog) — американський анімаційний серіал, створений Пітером Хеннаном для телеканалу Nickelodeon. Серіал розповідає про кумедні пригоди сіамських братів з помаранчевою шерстю, одна половина цієї істоти — кішка, а інша — собака. Nickelodeon випустив серіал у Бербанку, Каліфорнія. Перший епізод вийшов в ефір 4 квітня 1998 року після церемонії вручення нагород Kids' Choice Awards 1998 року, а офіційна прем'єра шоу відбулася 5 жовтня 1998 року.

## Сюжет
У цього дивного створіння один тулуб, чотири лапи та дві голови — котяча й собача. Сіамські близнюки, або інакше кажучи, тягништовхай — одне тіло, яким керують дві особистості: кіт і собака. Раз у раз їхнє мирне життя переривається або черговою божевільною витівкою Кота чи Пса, або нахабним втручанням сторонніх осіб, яким дивно бачити таку злагоду між Котом та Псом.
Прагнення КотаПса найчастіше зовсім протилежні, але вони не можуть вдіяти нічого окремо один від одного, що й створює деякі незручності в їхньому житті, не кажучи вже про те, їх не приймають за свого ані кішки, ані собаки. Усе-таки КотуПсу вдається знайти злагоду з самим собою, завести друзів, і непогано жити у своєму будиночку, який з одного боку нагадує мозкову кісточку, а з іншого — риб'ячу голову.

## Персонажі
- Кіт (англ. Cat, в оригіналі озвучив Джим Каммінгс, українською — Анатолій Пашнін[4] і Сергій Ладєсов[5]) — витонченіша, інтелігентна половина двоголового персонажа, той, хто зазвичай приймає рішення за них обох. Кіт - освічений, урівноважений, менш схильний до всіляких авантюр і постійно намагається якось угамувати свого брата Пса. Дуже любить тишу та спокій, любить почитати книжку або послухати спокійну музику. Не байдужий до дівчат-кішечок, а в глибині душі приховує навіть якісь ніжні почуття до Шрік. Та Кіт має свою велику ваду — він понад усе мріє розбагатіти, і , в гонитві за грошима, здатен на усілякі дурниці. В українському перекладі «Нового каналу» розмовляє російською мовою, як і батько КотаПса.
- Пес (англ. Dog, в оригіналі озвучив Том Кенні, українською — Євген Малуха[4] і Юрій Коваленко[5]) — простенький хлопець, мозок якого не завантажений усілякими умовностями виховання, а думки не розходяться зі справами. Пес не любить сидіти без діла, постійно в русі, обожнює всілякі розваги: особливо любить ловити м'ячик, ганятися за сміттєвозом , та ганяти поштарів. У своїх розвагах часто перетинає межу, і зупинити його практично неможливо. Також божеволіє від їжі, причому їсти може всіляку гидоту. Через простоту думок настрій Пса може швидко змінюватися: він легко впадає у відчай або почуває себе безпорадним, і розрадити його в такому стані здатен лише брат-Кіт. Крім того, Пес не дуже метикуватий, зовсім не помічає знаків уваги з боку Шрік.
- Вінслоу (англ. Winslow T. Oddfellow, в оригіналі озвучив Карлос Алазракі, українською — Ганна Левченко[4] й Олена Бліннікова[6]) — нахабна синя миша, що влаштувала собі оселю в будинку КотаПса. Гострий на язик, Вінслоу знаходить особливу втіху в постійному дошкулянні КотуПсу. Його щастя, що Кіт не їсть мишей.
- Кліфф (англ. Cliff, в оригіналі озвучив Том Кенні, українською — Євген Малуха[4] і Сергій Гутько[5]) — кремезний пес, ватажок вуличної банди Шмаровозів. Досить круто виглядає в шкіряній куртці. Улюблена розвага Кліффа та решти Шмаровозів — бити Пса, якого вони вважають виродком, що ганьбить собаче плем'я своєю дружбою з Котом.
- Льюб (англ. Lube, в оригіналі озвучив Карлос Алазракі, українською — Анатолій Пашнін[4] і Сергій Гутько[5]) — трохи недоумкуватий член банди Шмаровозів. Не завжди розуміє, що вони роблять, але завзято підтримує своїх товаришів. Має ніжну душу, любить дітей.
- Шрік (англ. Shriek Dubois, в оригіналі озвучила Марія Бамфорд, українською — Ганна Левченко[4] й Олена Бліннікова[6]) — собачка-пудель, член банди Шмаровозів. Насправді вона походить із багатої аристократичної родини Дюбуа, але пішла з дому, щоб жити на вулиці разом із друзями. Її ім'я дуже пасує її верескливому голосу. Інколи Шрік дратується тим, що не тільки Льюб, а й , не такий уже й тупий , Кліфф не сприймають її за дівчину, вважаючи її своїм хлопцем. Потай закохана у Пса, тому б'є тільки Кота.
- Едді (англ. Eddie The Squirrel, в оригіналі озвучив Дуайт Шульц, українською — Ганна Левченко[4] й Олена Бліннікова[5]) — пошарпаного вигляду білка. Мріє стати членом банди Шмаровозів і повсякчас підлещується до них. Проте Шмаровози лише використовують його як забавку й не приймають до своїх лав (хіба що інколи, тимчасово, коли в Шмаровозів виникають проблеми зі складом, та як тільки ці проблеми залагоджуються, Едді відразу ж виганяють геть).
- Мервіс (англ. Mervis, в оригіналі озвучив Джон Кассір, українською — Ганна Левченко; Анатолій Пашнін у серіях ''Балада про старий сто п'ятдесят дев'ятий'' та ''М'ясні собачі друзі''; Євген Малуха в серії ''КітПес у Вінслоуландії'') — дуже худа свиня. Приятель КотаПса. Підробляє в місті на різних, не вельми добре оплачуваних, роботах. Зазвичай тусується з Данглапом.
- Данглап (англ. Dunglap, в оригіналі озвучив Джон Кассір, українською — Ганна Левченко; Анатолій Пашнін у серії ''КітПес у Вінслоуландії'') — якийсь гризун (автори серіалу стверджують, що це ласка). Приятель КотаПса. Зазвичай тусується з Мервісом.
- Падлючий Кролик (Rancid Rabit, в оригіналі озвучив Біллі Вест, українською — Анатолій Пашнін) — зелений кролик. Найбільш одіозна особистість мультсеріалу. Уособлює представника влади, залежно від обставин може бути лікарем, збирачем податків, начальником поліції, мером міста (до речі, місто називається Нірбург (англ. «Nearburg»)), ба навіть президентом країни, та найчастіше — власник магазинів, де КітПес купує товари, їдалень, де КітПес обідає, фабрик чи інших установ, куди КітПес улаштовується на роботу. Прискіпа та бюрократ, жорстокий і жадібний, він здатен перетворити на пекло життя КотаПса, його друзів, а заразом і недругів-Шмаровозів. Має таких самих родичок — кузину Падлючку та племінницю Злючку.
- Містер Веселун (англ. Mr. Sunshine, в оригіналі озвучив Біллі Вест, українською — Євген Малуха) — невизначеного виду тварина з великим ротом і брудно-зеленою шкірою. Ім'я містер Веселун дано для контрасту, бо це найнудніше у світі створіння з постійно кислим обличчям, що ніколи не посміхається.
- Рендольф Грант (англ. Randolph Grant, в оригіналі озвучив Біллі Вест, українською — Євген Малуха; Анатолій Пашнін у серіях ''Могутній Пес-супергерой'', ''Пес у конусі'' та ''КітПес і велика батьківська таємниця. Частина 1'') — інтелігентного вигляду кіт, який працює диктором на телебаченні. Інколи експериментує з нижньою половиною свого тіла, що робить його якоюсь мірою подібним до КотаПса. Його ім'я є очевидною пародією на Кері Гранта.
- Таллула Хедбанк (англ. Tallulah Headbank, в оригіналі озвучили Андреа Мартін у серії ''Усе про КотаПса''; Марія Бамфорд у серіях ''Звільнено'', ''КітПес-каскадер'' та ''Старий КітПес і море'', українською — Ганна Левченко в серіях ''Усе про КотаПса'', ''Звільнено'' та ''КітПес-каскадер''; Олена Бліннікова в серії ''Старий КітПес і море'') - актриса та телеведуча, в яку по вуха закоханий Кіт. Її ім'я є очевидною пародією на Таллулу Бенкхед.
- Крутий Боб (англ. Mean Bob, в оригіналі озвучив Біллі Вест, українською — Євген Малуха в серіях ''Колекціонер'' та ''Місць нема''; Анатолій Пашнін у серії ''Крутий Боб із несподіваного боку'') — популярний супергерой, про якого знято багато фільмів, випускаються фігурки з його зображенням тощо.
- Лола (англ. Lola Chericola, в оригіналі озвучила Ніка Футтерман, українською — Ганна Левченко) — пташка з фіолетовим пір'ям. Дослідниця-природознавиця, яка аж занадто глибоко вивчила життя КотаПса. Оскільки вона досить розумна, її не так просто позбавитися. На щастя, вона не зловмисна, і з нею можна домовитися.
- Двійнята Інгрід (англ. Ingrid Twins, в оригіналі озвучила Ларейн Ньюман, українською — Ганна Левченко в серіях ''Муза КотаПса'', ''Непід'ємна вага'' та ''Як Пес язиком злизав''; Олена Бліннікова в серії ''Могутній Пес-супергерой'') - шведські сестри-близнюки, в яких закоханий Кіт, але вони більше цікавляться Псом. Також вони зацікавлені в знайомствах із теле- та кінозірками.

## Виробництво
Серіал створений Пітером Хеннаном, був розроблений як наступний проект Nicktoons та вироблений на анімаційній студії Nickelodeon у Бербанку, Каліфорнія. Хеннан був виконавчим продюсером. Це було частиною інвестицій Nickelodeon у розмірі 350 мільйонів доларів в оригінальну анімацію протягом наступних п'яти років після створення серіалу.
Елбі Хехт, старший віце-президент Nickelodeon з міжнародного виробництва, сказав, що творці планували, що серіал «дійсно використає дитячі симпатії», зображуючи персонажів як таких, що переживають «найгірше з обох світів». Хеннан сказав, що КітПес був натхненний спостереженням за тим, як місцеві коти та собаки час від часу б'ються один з одним, і подумав, що було б чудово створити сіамських близнюків Кота та Пса, щоб побачити, як обидві тварини почуватимуться в умовах спільного життя. Ідея про те, що вони будуть сіамськими близнюками, виникла у Хеннана після перегляду кількох новин по телевізору про сіамських близнюків, які живуть нормальним життям, з'єднаних разом. Обидва аспекти, за його словами, спочатку розвинули ідею КотаПса.
Спочатку головні герої задумувалися як двоголовий супергерой на ім'я «Кіт-Людина-Пес».

## Показ в Україні
В Україні мультсеріал транслювався в багатоголосому закадровому перекладі на «Новому каналі» (2001—2005), на телеканалі «Кіно» (2009) і на телеканалі «QTV» (2010) і в озвученні студії «Так Треба Продакшн» на «Comedy Central Україна» (2023).

## Список серій
- Перший сезон (1998—1999)
  1. Dog Gone / All You Can't Eat (Пес зник / З'їж усе)
  2. Flea or Die! / CatDog Food (Блохи або смерть! / Кіт, Пес, їжа)
  3. Full Moon Fever / War of the CatDog (Влада повного місяця / Війна КотаПса)
  4. Pumped / Dummy Dummy (Накачаний / Лялечка)
  5. Nightmare / CatDogPig (Нічні страхіття / КітПесХряк)
  6. Squirrel Dog / Brother's Day (БілкаПес / День брата)
  7. The Island / All You Need is Lube (Острів / Льюб - те, що треба)
  8. Party Animal / Mush, Dog, Mush! (Вечірка для тварин / Давай, Пес, давай!)
  9. Diamond Fever / The Pet (Діамантова лихоманка / Домашній улюбленець)
  10. Shriek Loves Dog / Work Force (Шрік+Пес / Робоча сила)
  11. Escape From the Deep End / The Collector (Втеча з тюрми / Колекціонер)
  12. CatDog's End / Siege On Fort CatDog (Кінець КотаПса / Осада форту ''КітПес'')
  13. Armed and Dangerous / Fistful of Mail (Муза КотаПса / Жменя пошти)
  14. Safety Dog / Dog Come Home! (Безпечний Пес / Пес повертається додому)
  15. New Neighbors / Dead Weight (Нові мешканці / Непід'ємна вага)
  16. All About Cat / Trespassing (Усе про КотаПса / Правопорушення)
  17. Just Say CatDog Sent Ya / Dog's Strange Condition (Скажи, що тебе послав КітПес / Дивний стан Пса)
  18. Home is Where the Dirt is / New Leash on Life (Дім - там, де бруд / Новий нашийник - нове життя)
  19. Neferkitty / Curiosity Almost Killed the Cat (Неферкітті / Цікавим бути небезпечно)
  20. Smarter than the Average Dog / CatDog Doesn't Live Here Anymore (Розумніший за звичайного пса / КітПес тут більше не мешкає)
- Другий сезон (1999)
  1. Send in the CatDog / Fishing For Trouble / Fetch (КітПес у школі клоунів / Рибалки-невдахи / Погоня)
  2. The Lady is a Shriek / Dog the Mighty (Шрік - справжня леді / Великий Пес)
  3. Hail the Great Meow Woof / Battle of the Bands (Нехай живе Великий Няв-Гав! / Битва рок-н-рольних команд)
  4. Adventures in Greaser Sitting / The Cat Club / Cat Diggety Dog (Собача нянька / Клуб Кота / ''Кіт'' означає ''Пес'')
  5. Climb Every CatDog / Canine Mutiny (КітПес-альпініст / Собачий бунт)
  6. Fred the Flying Fish / CatDog Divided (Фред Летюча Риба / Розділені)
  7. The Unnatural / Dog Ate It / Dopes on Slopes (Природжений небейсболіст / Як Пес язиком злизав / Ідіоти на схилах)
  8. Spaced Out / Nine Lives (Місць нема / Дев'ять життів)
  9. Dem Bones / Winslow's Home Videos / You're Fired (Кістки / Домашнє відео Вінслоу / Звільнено)
  10. Showdown at Hole 18 / Sneezie Dog (Цирк на вісімнадцятій лунці / Алергія)
  11. Surfin' CatDog / Guess Who's Going to be Dinner! (КітПес-серфінгіст / Вгадай, хто прийде на вечерю!)
  12. It's a Wonderful Half Life / Shepherd Dog (Напівжиття прекрасне / На пасовиську)
  13. Dog Power / It's a Jungle in Here (Собача сила / У нас тут джунглі)
  14. The House of CatDog / CatDog Campers (Дім КотаПса / Ночівля в лісі)
  15. Let the Games Begin! / Winslow Falls in Love (Нехай почнеться гра! / Закоханий Вінслоу)
  16. Royal Dog / Springtime For CatDog (Королівський пес / Весна)
  17. A Dog Ate My Homework / The End (Мою домашню роботу з'їв Пес / Кінець)
  18. Extra! Extra! / CatDog Squared (Спеціальний випуск / КітПес у квадраті)
  19. Cliff's Little Secret / Freak Show (Маленький секрет Кліффа / Ярмарок)
  20. A Very CatDog Christmas (Дуже котопсове Різдво)
- Третій сезон (1999—2000)
  1. Fire Dog / Dog Show (Пес-пожежник / Собаче шоу)
  2. Sumo Enchanted Evening / Hotel CatDog (Сумо в закусочній / Готель ''КітПес'')
  3. Shriek on Ice / No Thanks for the Memories (Шрік на льоду / Амнезія - не подарунок)
  4. Rodeo CatDog / Teeth For Two (КітПес-родео / Зуби на двох)
  5. Remain Seated / CatDog Catcher (Залишайтесь на місцях / Ловець КотівПсів)
  6. Silents Please / Gorilla My Dreams (Тихо, будь ласка / Горила моїх мрій)
  7. Sweet and Lola / Rich Shriek, Poor Shriek (Неймовірна Лола / Багата Шрік, бідна Шрік)
  8. The Geekers / The Golden Hydrant (Довбодятли / Золотий гідрант)
  9. Lube in Love / Picture This (Закоханий Льюб / Пес-фотограф)
  10. Stunt CatDog / Greasers in the Mist (КітПес-каскадер / Шмаровози в тумані)
  11. Doo Wop Diggety / CatDogumentary (Зоряні мрії / КітПес у природі)
  12. Rinky Dinks / Hypno-Teased (Хокей / Загіпнотизовані)
  13. Monster Truck Folly / CatDog's Gold (Безумство на арені / Золото КотаПса)
  14. CatDog Candy / Movin' On Up (Цукерки ''КітПес'' / Переселення)
  15. New Cat in Town / CatDog Booty (Новий кіт у місті / Скарб КотаПса)
  16. Seeing Eye Dog / Beware of Cliff (КітПес-поводир / Стережися Кліффа)
  17. CatDog 3001 / Cloud Bursting (КітПес-3001 / Викликання дощу)
  18. Talking Turkey (День подяки)
  19. CatDogula (КітПесула)
  20. Kooky Prank Day / Back to School (День ідіотських жартів / Знову в школу)
- Четвертий сезон (2000)
  1. Harraslin' Match / Dog The Not So Mighty (Бойове мистецтво допікання / Могутній Пес-супергерой)
  2. Cat Gone Bad / Old CatDog And The Sea (Кіт зіпсувався / Старий КітПес і море)
  3. Cone Dog / The Ballad Of Ole' 159 (Пес у конусі / Балада про старий сто п'ятдесят дев'ятий)
  4. Mean Bob, We Hardly Knew Ya / CatDog In Winslow Land (Крутий Боб із несподіваного боку / КітПес у Вінслоуландії)
  5. CatDog And The Great Parent Mystery. Part 1 (КітПес і велика батьківська таємниця. Частина 1)
  6. CatDog And The Great Parent Mystery. Part 2 (КітПес і велика батьківська таємниця. Частина 2)
  7. CatDog And The Great Parent Mystery. Part 3 (КітПес і велика батьківська таємниця. Частина 3)
  8. Vexed Of Kin / Meat Dog's Friends (Діставуча рідня / М'ясні собачі друзі)

## Нагороди та номінації
У 1998 році серіал був номінований на премію «Енні» за видатні індивідуальні досягнення у написанні сценарію в анімаційному телевізійному виробництві. Лауреатами мали стати Дерек Драймон, Роберт Портер та Пітер Хеннан.
На церемонії вручення нагород Kids' Choice Awards 1999 року серіал був номінований на звання «Улюблений мультсеріал». Однак він програв мультсеріалу «Невгамовні» . Він знову зробив це на Kids' Choice Awards 2000 року.

## Цікаві факти
- Епізод 2 сезону «Fetch» був показаний у кінотеатрах у 1998 році, перш ніж вийти в ефір по телебаченню[8].